# Pult
Pult là một xã trong quận Shkodër thuộc hạt Shkodër, Albania. Dân số năm 2005 là 2414 người.